# Phạm Thế Căng
Phạm Thế Căng (chữ Hán: 范世矜; ?-1408) là tướng nhà Trần và nhà Hồ trong lịch sử Việt Nam. Ông đã cộng tác với quân Minh khi nhà Hồ mất và sau bị nhà Hậu Trần tiêu diệt.

## Trung thành với nhà Trần
Phạm Thế Căng vốn là thổ hào người Mường ở Nghệ An thời nhà Trần.
Cuối thế kỷ 14, vua Chiêm Thành là Chế Bồng Nga nhiều lần mang quân ra bắc đánh Đại Việt. Các thổ hào ở Thuận Hóa, Tân Bình và Nghệ An nhiều người bỏ Đại Việt theo Chiêm Thành. Chỉ có Phạm Thế Căng cùng một thổ hào khác là Phan Mãnh trung thành với nhà Trần, mang dân chúng thuộc quyền mình quản lý vẫn theo triều đình.
Vì vậy, sau khi giết được Chế Bồng Nga (1390), ổn định lại tình hình trong nước, nhà Trần khen ngợi Phạm Thế Căng và Phan Mãnh, ban thưởng rất hậu.

## Theo nhà Minh
Năm 1400, nhà Hồ lên thay nhà Trần. Cuối năm 1406, nhà Minh sang đánh nhà Hồ. Giữa năm 1407, quân Minh bắt được cha con họ Hồ và tiến vào đánh nốt Hoá châu do Hoàng Hối Khanh và Đặng Tất trấn giữ. Thấy quân Minh tiến đến Nghệ An, Phạm Thế Căng ra đón Trương Phụ xin đầu hàng. Sau khi thu hàng Đặng Tất, Trương Phụ trở ra bắc.
Cuối năm 1407, tông thất nhà Trần là Trần Ngỗi khởi binh chống quân Minh, tức là vua Giản Định Đế, dựng nhà Hậu Trần. Đặng Tất theo giúp, quân Hậu Trần đánh ra Nghệ An và Diễn châu. Trương Phụ cùng tướng người Việt là Mạc Thuý mang quân vào đánh Diễn châu. Quân Hậu Trần không chống nổi, rút vào Hoá châu. Khi Trương Phụ đuổi đến cửa sông Gianh, Phạm Thế Căng ra đón, được Trương Phụ cho làm Tri phủ Tân Bình.
Trương Phụ rút về Đông Quan (Hà Nội) rồi mang đại quân về nước. Tháng 5 năm 1408, Đặng Tất cùng Giản Định Đế từ Hoá châu ra đánh chiếm lại Nghệ An. Phạm Thế Căng án ngữ ở Tân Bình, giữa hai vùng do nhà Hậu Trần cai quản. Ông cậy có quyền, tỏ ra hống hách, tự xưng là Duệ Vũ đại vương, họp quân giữ núi An Lại thuộc huyện Lệ Thủy (Quảng Bình).
Tháng 7 năm 1408, Đặng Tất từ Nghệ An mang quân vào đánh Tân Bình, phá tan quân Thế Căng ở cửa Nhật Lệ. Phạm Thế Căng cùng cháu là Phạm Đống Cao bị Đặng Tất bắt sống và giết chết. Không rõ năm đó Thế Căng bao nhiêu tuổi.

## Nhận định
Trần Xuân Sinh trong sách Thuyết Trần có nhận xét về Phạm Thế Căng như sau:
Tiếc cho Phạm Thế Căng xưa biết trung thành với nhà Trần không chạy theo lũ quan lại và tông thất quy phục Chế Bồng Nga, mà sau đâm đốn... lại theo giặc Minh, chung cuộc bị chết nhục nhã